# Мала продавница страве (филм из 1986)
Мала продавница страве (енгл. Little Shop of Horrors) амерички је комични хорор филмски мјузикл из 1986. године, редитеља Френка Оза, са Риком Моранисом, Елен Грин, Винсентом Гарденијом, Стивов Мартином, Џејмсом Белушијем и Билом Маријем у главним улогама. Представља римејк истоименог филма Роџера Кормана из 1960. године. Био је номинован за Оскара у категорији најбољих визуелних ефеката и најбоље оригиналне песме, као и за Награду БАФТА за најбоље специјалне ефекте. Добио је Награде Сатурн за најбољу музику, а за исту награду био је номинован и у категоријама најбољег хорор филма, најбољег сценарија, најбоље костимографије и најбољих специјалних ефеката.
Филм је сниман у студију Пајнвуд, у Енглеској, са буџетом од 25 милиона долара, за разлику од Кормановог оригинала који је коштао само 30.000 $. Премијерно је приказан 19. децембра 1986. Зарадио је 39 милиона долара од продаје биоскопских карата и добио претежно позитивне оцене критичара, а временом је постао култни класик.
Последња 23 минута оригиналне верзије филма, који су били инспирисани истоименим мјузиклом из 1982, су у потпуности избачени из крајње верзије, због негативних реакција публике на пробним приказивањима. Међутим, продукцијска кућа Ворнер брос је 2012. рестаурирала оригиналан крај и објавила га у ДВД издању.

## Радња
Симор Крелбојн ради са својом колегиницом Одри у цвећари господина Машника, у Њујорку. Пошто им посао не иде како би желели, Симор предлаже свом шефу да људима представи своју необичну биљку коју је купио од кинеског баштована. Даје јој име Одри II, по својој колегиници. Иако привлачи много купаца, испоставља се да је Одри II биљка људождерка.

## Улоге
| Глумац            | Улога                |
| ----------------- | -------------------- |
| Рик Моранис       | Симор Крелбојн       |
| Елен Грин         | Одри                 |
| Винсент Гарденија | господин Машник      |
| Стив Мартин       | Орин Скривело        |
| Леви Стабс        | Одри II              |
| Тичина Арнолд     | Кристал              |
| Тиша Кембел       | Кифон                |
| Џејмс Белуши      | Патрик Мартин        |
| Џон Кенди         | Винк Викинсон        |
| Бил Мари          | Артур Дентон         |
| Кристофер Гест    | прва муштерија       |
| Миријам Марголис  | Оринова помоћница    |
| Хедер Хенсон      | Оринова пацијенткиња |
| Винсент Вонг      | кинески баштован     |